# Los Altos (America centrale)
Los Altos ("Gli Altipiani" in spagnolo) è una regione dell'America centrale, che dal 1838 al 1840 costituiva uno stato indipendente appartenente alle Province Unite dell'America Centrale. La sua capitale era Quetzaltenango ed occupava la parte occidentale dell'attuale Guatemala e dell'attuale Chiapas.

## Storia
Lo stato ebbe origine dalle differenze e tensioni politiche tra Città del Guatemala, da un lato, e Quetzaltenango ed altre zone occidentali dell'America centrale, dall'altro. La discussione per la separazione dal Guatemala iniziò poco dopo l'indipendenza centroamericana dalla Spagna del 1821. La separazione dello stato fu appoggiata dall'Assemblea Costituzionale Federale nel novembre del 1824, ma a Città del Guatemala ci fu una considerevole opposizione.
L'indipendenza di Los Altos dal Guatemala fu proclamata ufficialmente il 2 febbraio 1838. Il Governo federale riconobbe Los Altos come sesto stato dell'unione e ne insediò i rappresentanti al Congresso federale il 5 giugno dello stesso anno. La bandiera di Los Altos era una variante di quella dell'Unione Centroamericana, con un emblema centrale che conteneva un vulcano sullo sfondo con un quetzal (un uccello centroamericano, simbolo della libertà), in primo piano. Questa fu la prima bandiera dell'America Centrale ad usare il quetzal come simbolo; dal 1871 è anche sulla bandiera del Guatemala.
Quando la Federazione si sciolse a causa della guerra civile, Los Altos si dichiarò una repubblica indipendente. Quetzaltenango e gran parte di Los Altos furono riportate al Guatemala con la forza nel 1840 dall'esercito di Rafael Carrera. Il 2 aprile di quell'anno, la maggior parte dei funzionari governativi di Los Altos, fatti prigionieri, furono fucilati su ordine di Carrera. Approfittando della situazione instabile, il Messico annetté alcune regioni di quella che fu l'America Centrale nell'odierno stato messicano del Chiapas.
Nel 1844, 1848 e 1849 fallimentari tentativi di rivolta contro la dittatura di Carrera, proclamarono per brevi periodi l'indipendenza di Los Altos.
La regione conserva tuttora la sua identità, e Los Altos è ancora il nome con cui ci si riferisce alla regione del Guatemala attorno a Quetzaltenango. Allo stesso modo, la regione messicana dell'ex stato è nota come Los Altos de Chiapas.